# Miass
Miass (ros. Миасс) – miasto w azjatyckiej części Rosji, w obwodzie czelabińskim, w południowej części Uralu, nad rzeką Miass (dorzecze Obu).
W Miassie znajduje się fabryka UralAZ produkująca ciężkie ciężarówki Ural. Ponadto mieście rozwinął się przemysł samochodowy, chemiczny, elektrotechniczny oraz drzewny.
Znajduje się tu też  dyrekcja Rezerwatu Ilmeńskiego. W mieście mieści się muzeum mineralogiczne.

## Sport
- W mieście urodził się hokeista Nikołaj Lemtiugow[potrzebny przypis].
- Torpedo Miass – klub piłkarski.

## Transport
- Trolejbusy w Miassie

## Edukacja
W mieście znajduje się filia Czelabińskiego Uniwersytetu Państwowego.